# Vasco da Gama-bron
Vasco da Gama-bron, ritad av Armando Rito, är en snedkabelbro med en motorväg flankerad av viadukter som sträcker sig över floden Tajo i Parque das Nações i Lissabon, Portugals huvudstad. Den var tidigare den längsta bron i Europa, en titeln som Krimbron övertog 2018. Bron är den längsta i Europeiska unionen. Den byggdes för att lindra trängseln på Lissabons bro 25 de Abril och minska behovet av trafik mellan landets norra och södra regioner att passera genom huvudstaden. Brobygget påbörjades i februari 1995 och bron öppnades för trafik den 29 mars 1998, lagom till Expo 98, världsutställningen som firade 500-årsdagen av Vasco da Gamas upptäckt av sjövägen från Europa till Indien.

## Beskrivning

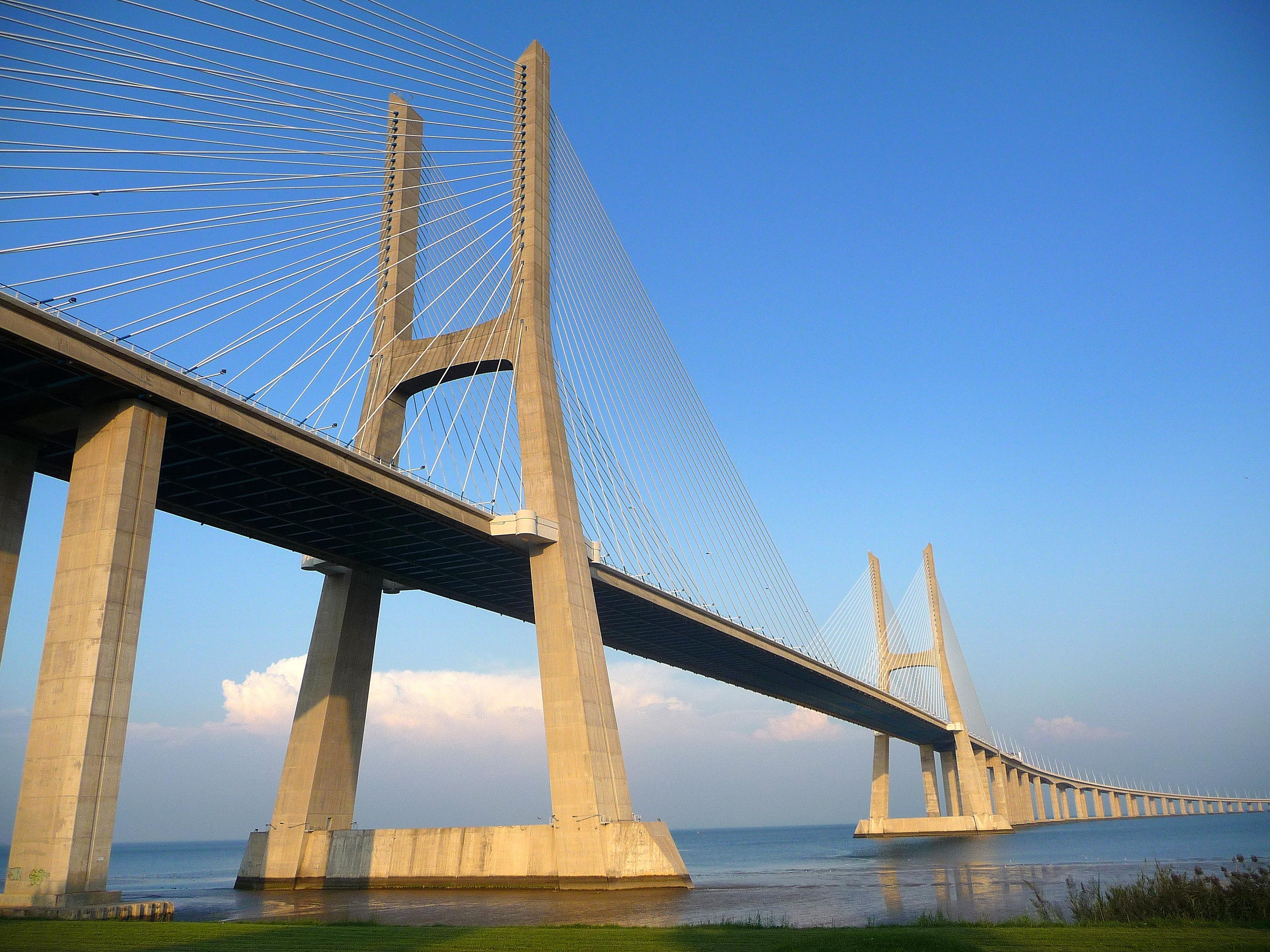
Vasco da Gama-bron

Bron har sex körfält med en hastighetsbegränsning på 120 km/h, samma som på motorvägar, förutom på en sektion som är begränsad till 100 km/h. På blåsiga, regniga och dimmiga dagar sänks hastighetsgränsen till 90 km/h. Antalet körfält kommer att utökas till åtta när trafiken når ett dagligt genomsnitt på 52 000.
Bro- och tillfartsvägsavsnitt är
1. Norra tillfartsvägar: 945 m
2. Norra viadukten: 488 m
3. Expo viadukt: 672 m, 12 sektioner
4. Huvudbro: huvudspännvidd: 420 m, sidospann: 203 m vardera (total längd: 829 m), betongpelare: 150 m hög, fri höjd för navigering vid högvatten: 45 m
5. Central viadukt: 6,351 km, 80 prefabricerade sektioner 78 m långa, 81 pelare upp till 95 m djupa, höjd från 14 - 30 m
6. Södra viadukten: 3,825 km, 45-meters sektioner, 84 sektioner, 85 pelare
7. Tillfartsvägar söderut: 3,895 km inklusive tullplatsen (18 grindar) och två serviceområden

## Byggnation och kostnad
Projektet på 1,1 miljarder USD delades upp i fyra delar, som var och en byggdes av ett eget företag och övervakades av ett oberoende konsortium. Det var upp till 3 300 arbetare samtidigt på projektet, vilket tog 18 månaders förberedelse och 18 månaders byggnation. Finansieringen sker via ett bygg-drift-överföringssystem av Lusoponte, ett privat konsortium som får de första 40 åren av vägtullar för båda Lissabon-broarna. Lusopontes kapital kommer till 50,4 procent från portugisiska företag, 24,8 procent från franska och 24,8 procent från brittiska.
Bron har en förväntad livslängd på 120 år, efter att ha designats för att motstå vindhastigheter på 250 km/h och hålla upp till en jordbävning som är 4,5 gånger högre än normerna för byggmotstånd i Lissabon. De djupaste grundpelarna, upp till 2,2 m i diameter, drevs ner till 95 m under medelvattennivån. Miljötrycket under hela projektet resulterade i att viadukterna på västra stranden förlängdes inåt landet för att bevara kärren under, samt att lyktstolparna över hela bron lutades inåt för att inte kasta ljus på floden nedanför.